# Christmas Chants (álbum de Gregorian)
Christmas Chants es un álbum de estudio de la banda alemana de Canto gregoriano Gregorian, lanzado en 2006 por Nemo Studios. En 2008 se publicó una edición especial titulada «Christmas Chants & Visions», que contiene el CD original con dos temas extra y un DVD. El DVD del concierto en vivo fue filmado en Berlín en diciembre de 2007 durante la gira navideña de Gregorian. 

## Lista de canciones
| N.º | Título                               | Duración |  |
| 1.  | «Ave Maria»                          | 3:23     |  |
| 2.  | «Silent Night»                       | 3:46     |  |
| 3.  | «When A Child Is Born»               | 3:56     |  |
| 4.  | «Amazing Grace»                      | 3:11     |  |
| 5.  | «The First Nowell»                   | 3:32     |  |
| 6.  | «In The Bleak Midwinter»             | 3:12     |  |
| 7.  | «Pie Jesu»                           | 3:54     |  |
| 8.  | «A Spiceman Came Traveling»          | 4:44     |  |
| 9.  | «O Come All Ye Faithful»             |          |  |
| 10. | «Gloria in Excelsis»                 | 3:32     |  |
| 11. | «Footsteps in the Snow»              | 4:09     |  |
| 12. | «Peace on Earth. Little Drummer Boy» | 2:49     |  |
| 13. | «Sweeter The Bells»                  | 3:29     |  |
| 14. | «Child in a Manger»                  | 3:20     |  |
| 15. | «Happy Xmas War is Over»             | 3:46     |  |
| 16. | «Auld Lang Syne»                     | 3:58     |  |